# Яблоница (Надворнянский район)
Яблони́ца (укр. Яблуниця) — село в Поляницкой сельской общине Надворнянского района Ивано-Франковской области Украины.
Население по переписи 2001 года составляло 1986 человек. Занимает площадь 4,496 км². Почтовый индекс — 78592. Телефонный код — 03434.
Село Яблоница расположено в пределах Карпатского национального природного парка. На юго-западной окраине села находится Яблоницкий перевал, на границе Закарпатской и Ивано-Франковской областей.